# RevolveR
Revolver è il quarto album in studio del cantante statunitense T-Pain, pubblicato il 6 dicembre 2011 e distribuito in versione clean, normale e deluxe, con 3 tracce bonus.

## Tracce
1. Bang Bang Pow Pow (feat. Lil Wayne) – 3:39
2. Bottlez (feat. Detail) – 2:59
3. It's Not You (It's Me) (feat. Pitbull) – 3:37
4. Default Picture – 3:06
5. 5 O'Clock (feat. Lily Allen & Wiz Khalifa) – 4:41
6. Sho-Time(Pleasure Thang) – 3:48
7. Rock Bottom – 4:21
8. Look at Her Go (feat. Chris Brown) – 2:57
9. Mix'D Girl – 4:07
10. I Don't Give a Fuk – 3:43
11. Drowning Again (feat. One Chance) – 5:20
12. When I Come Home – 3:14
13. Best Love Song (feat. Chris Brown) – 3:17
14. Turn All the Lights On (feat. Ne-Yo) – 3:36

Tracce bonus dell'edizione deluxe
1. Center of the Stage (feat. R. Kelly & Bei Maejor) – 3:48
2. Regular Girl – 3:12
3. Nuthin' (feat. E-40 & Detail) – 3:25